# Mausolée Zhao
Zhaoling (昭陵, la tombe lumineuse), aussi connue sous le nom de Beiling, la tombe du nord, est le mausolée de Huang Taiji (1592-1643), le deuxième empereur de la dynastie Qing, et de sa femme, l'impératrice Xiao Duan Wen (1599-1649).  Il a été construit de 1643 à 1651 et se trouve dans le nord de la ville de Shenyang dans le Liaoning dans un grand parc de 3,3 km². Son accès a été interdit au public jusqu'en 1928.

## Description
Ce site est orienté sur un axe nord-sud formant une voie des esprits de 1,2 km menant de la porte du parc jusqu'aux bâtiments du mausolée. Ce chemin traverse un parc paysage avec des forêts et des étangs et est divisé en trois : la partie gauche pour l'empereur, la droite pour les employés impériaux et la partie centrale pour les dieux ou les porteurs d'offrandes. Il mène à un pont sur un lac puis à une série de portes qui marquent l'entrée de la zone interne.
La première porte est en marbre, la voie sacrée se poursuit sur un terrain boisé bordé de quatre paires d'animaux gardiens, deux xiezhi et deux qilin, des animaux de la mythologie rappelant respectivement un lion et un cerf, ainsi que deux chevaux blancs et deux chameaux. Le chemin aboutit finalement à un bâtiment abritant une stèle posée sur une tortue et rappelant les actes de l'empereur. Cet édifice est entouré de quatre autres bâtiments servant à la préparation de la cérémonie en l'honneur de l'empereur défunt.
La partie principale du mausolée commence à cet endroit. C'est une zone entourée d'un haut mur où les cérémonies avaient lieu. Elle inclut la tombe et le palais souterrain. Chaque coin est marqué d'une tour tout comme les portes nord et sud. L'autel se trouve à son extrémité nord.
Zhaoling a été classé en 1982 dans la liste des monuments historiques de Chine (2-61) et a été intégré à la liste du patrimoine mondial en 2004 dans le groupe des tombes impériales des dynasties Ming et Qing.
Voir aussi : Fuling, le mausolée du fondateur de la dynastie.

## Galerie

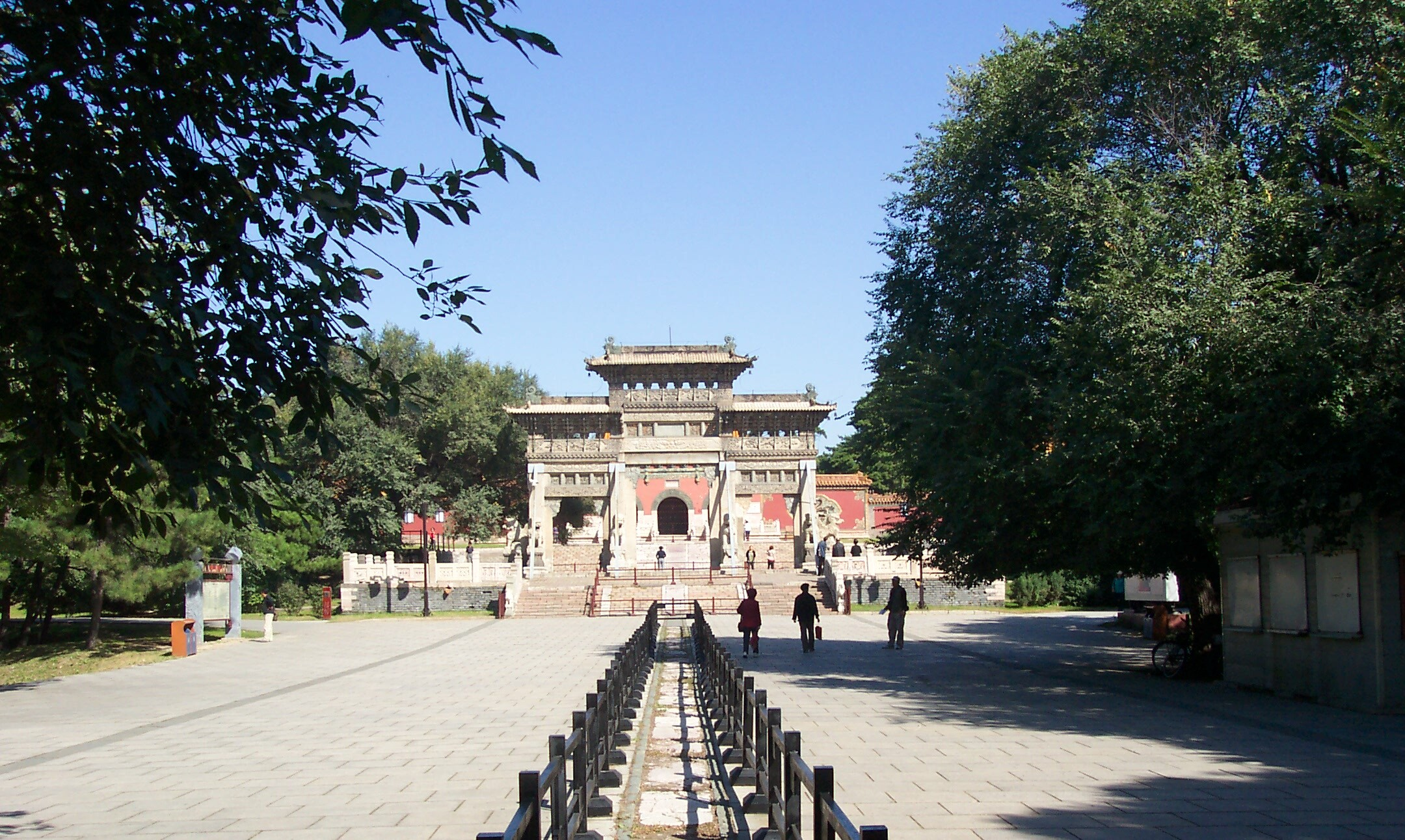
Le chemin de l'empereur et la première porte
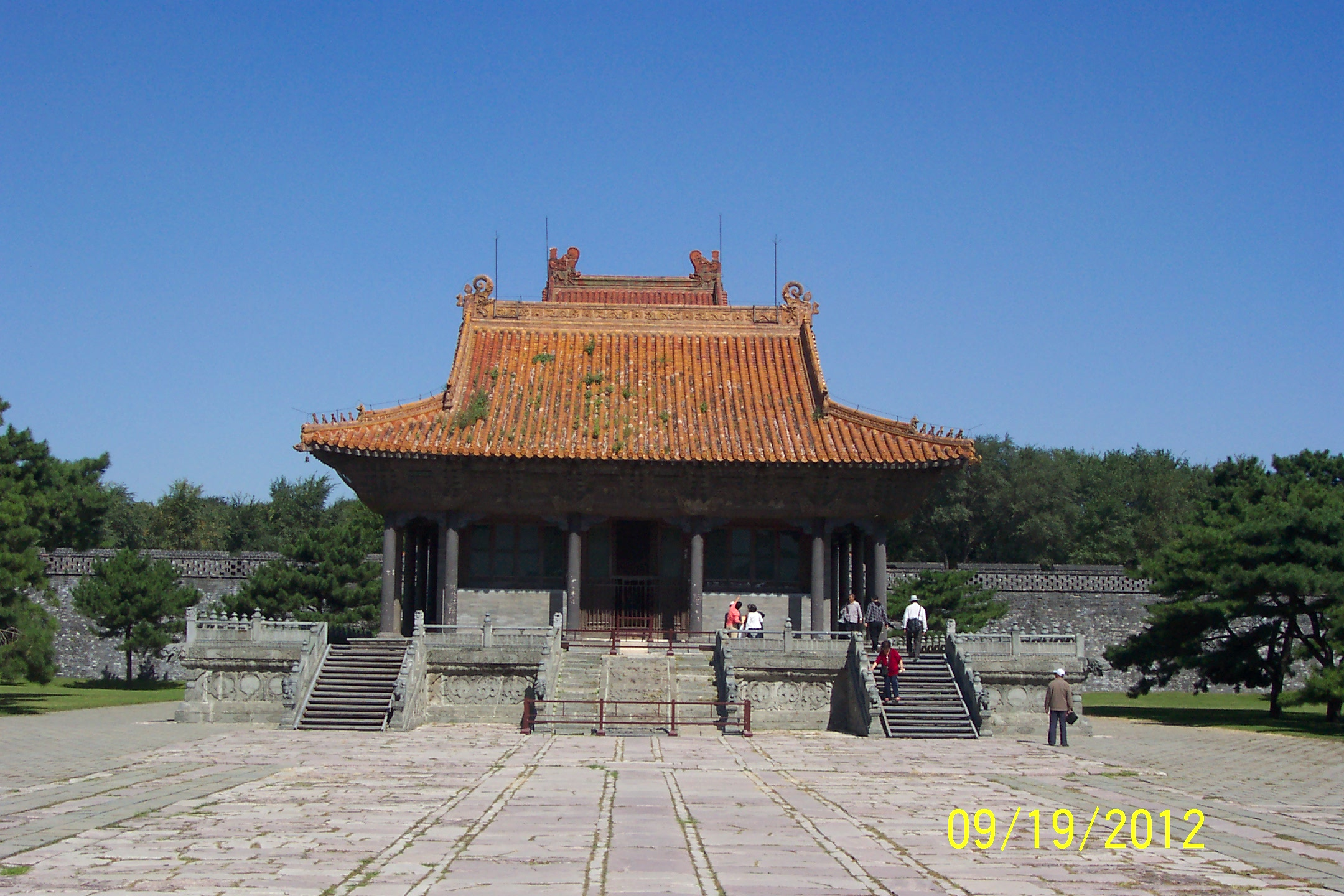
La cité carré
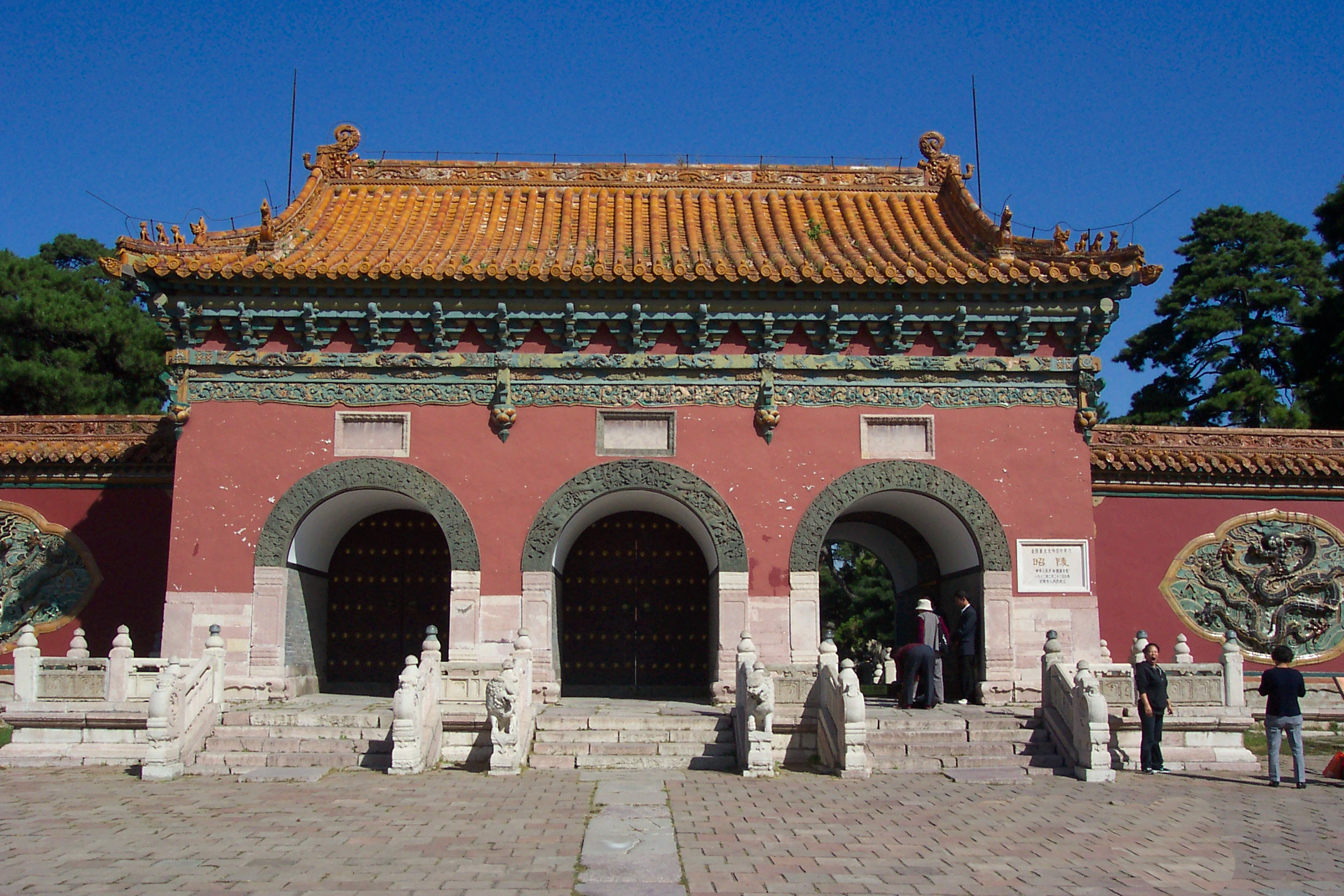
La porte principale rouge
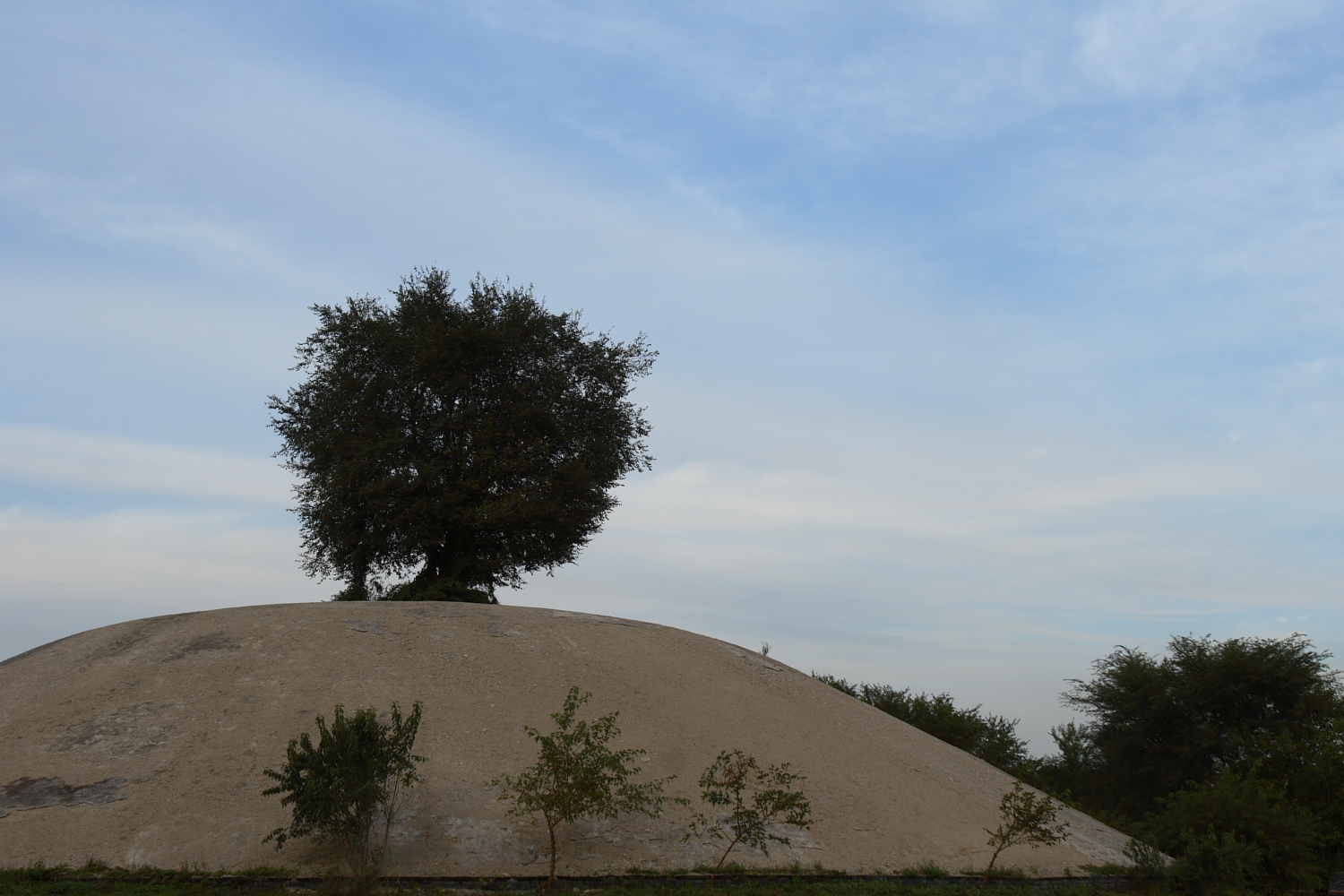
Le palais souterrain